# Ґвен Чізмен
Ґвен Чізмен (англ. Gwen Cheeseman, 13 серпня 1951) — американська хокеїстка на траві.
Бронзова призерка Олімпійських Ігор 1984 року.